# Perdita amoena
Perdita amoena är en biart som beskrevs av Timberlake 1956. Perdita amoena ingår i släktet Perdita och familjen grävbin. Inga underarter finns listade i Catalogue of Life.